# تاریخ تشیع
شیعه در زبان عربی به معنای «پیرو» است. در تاریخ صدر اسلام، اصطلاحاتی مانند «شیعهٔ علی» و «شیعهٔ معاویه» در معنای پیروان اینان به کار رفته‌است اما امروزه این اصطلاح به یکی از مذاهب اسلامی اطلاق می‌شود. تمایز «شیعیان علی» از سایر مسلمانان، تا زمان جعفر صادق صرفاً در هواخواهی از خلافت علی و فرزندان او بوده‌است. از زمان جعفر صادق و به دلیل پرهیز او از تلاش برای دستیابی به قدرت سیاسی در سایه جدال بین امویان و عباسیان در بین غالب پیروان او اعتقاد چنین بود که تا زمان قیام قائم آل محمد (که شناخته شده نبود) تغییری در وضعیت سیاسی شیعیان ایجاد نخواهد شد و به همین دلیل شیعیان دوازده امامی تا سال‌ها بعد همواره از امامان بعدی در مورد اینکه قائم هستند یا نه پرس و جو می‌کردند.
اکنون «شیعه» در اصطلاح به آن عده از مسلمانان گفته می‌شود که به خلافت و امامت بلافصل علی معتقدند، و بر این عقیده‌اند که امام و جانشین محمد از طریق نصّ شرعی تعیین می‌شود، و امامت علی و دیگر امامان شیعه نیز از طریق نص شرعی ثابت شده‌است.
بعد از انقلابِ عباسیان، شیعیان بر آن شدند که «اهل بیت» را دقیق‌تر تعریف کنند تا تنها علویانِ فاطمی — هم حسنی و هم حسینی — را دربرگیرد. تا پیش از انقلاب عباسی، تشیع در دو شاخه یا جریانِ اصلیِ کِیْسانیّه و امامیّه توسعه یافت که هر کدام تقسیماتِ درونیِ خود را دارند؛ و سپس‌تر، جنبشِ شیعیِ دیگری به بنیان‌گذاریِ زِیْدیّه منجر شد. غُلاتِ شیعه و نظریه‌پردازانِ شخصی با گروه‌های کوچکِ پیروان نیز بودند، که در میانه یا حاشیهٔ جوامعِ مهمِ شیعه وجود داشتند. شاخه یا جناحِ اصلیِ امامیه که بعدها به این نام نامگذاری شد، مانندِ سایرِ شیعیانِ دورهٔ امویان در کوفه مستقر بودند، و درحالی‌که سیاستی خاموش در حوزهٔ سیاسی اتخاذ کرده بود، بااین‌حال بر بعضی از دیدگاه‌های کیسانیه از جمله محکومیتِ سه خلیفهٔ پیش از علی بن ابی‌طالب صحّه می‌گذاشت. در این شرایطْ امامیه، امامت را از طریقِ تنها پسرِ بازماندهٔ حسین بن علی، علی بن حسین زَیْنُ‌الْعابِدین دنبال کرد. پیروزیِ عباسیان — که با شعار «الرضا من آل محمد» به میدان آمده بودند — سببِ سرخوردگیِ شیعیان شد که همه انتظار داشتند تا یک علوی به‌جای یک عباسی موفق به خلافت شود. دشمنی میانِ عباسیان و علویان هنگامی برجسته شد که عباسیان بلافاصله پس از به قدرت رسیدن‌شان، شروع به آزار و اذیتِ بسیاری از حامیانِ سابقِ علوی‌شان کردند و متعاقباً، سخنگویانِ تفسیری سنی از اسلام شدند. خلیفهٔ سوم عباسی، مهدی، اعلام کرد که پیامبر عملاً عمویش، عبّاس بن عَبدُالْمُطَّلِب را به جای علی بن ابی‌طالب به‌عنوانِ جانشین منصوب کرده‌است. در آغاز خلافت عباسی، اکثر پیروانِ جعفر صادق در ابتدا فرزندِ ارشدش، عبداللهِ اَفْطَح را به‌عنوانِ جانشینش شناخته بودند. پس از درگذشتِ عبدالله، آن‌ها به برادرِ کوچک‌ترش، موسی کاظم روی آوردند. این شیعیانِ امامی که عبدالله را به‌عنوانِ امامِ برحق پیش از موسی کاظم به‌رسمیت می‌شناختند، به اَفطَحیّه شناخته شدند. موسی کاظم، که بعدها به‌عنوانِ هفتمین امامِ شیعیان در نظر گرفته شد، به‌زودی با بیعتِ اکثریتِ شیعیانِ امامی از جمله برجسته‌ترین دانشمندان از اصحابِ جعفر صادق مواجه شد. پس از قتلِ او، بسیاری از هوادارانش او را امامِ هفتم و آخرِ خود دانستند که به‌عنوانِ مَهدی باز خواهد گشت. این گروه از شیعیانِ امامی که فرقهٔ قابل‌توجهی دیگر در کوفه تشکیل دادند، به‌نامِ واقِفیّه شناخته شدند. بااین‌حال، گروه دیگری از پیروانِ موسی کاظم، پسرش علی بن موسی الرّضا، را به‌عنوانِ امام جدیدشان تصدیق کردند که پس از آن، به‌عنوانِ هشتمین امامِ شیعیان در نظر گرفته شد. شیعیانِ علی بن موسی الرّضا، خطِّ امامت را در سه نسلِ دیگر در فرزندانش تا امام یازدهم‌شان، حسن عَسکَری با اختلافاتِ جزئی دنبال کردند. این امامان نیز به بغداد یا سامَرّا برده شدند و از نزدیک، تحتِ مراقبتِ عباسیان بودند.
در قرن چهارم و پنجم هجری که سلاطین آل بویه و خلفای فاطمی مصر که شیعه بودند روی کار آمدند، شیعه قدرتی کسب کرد و تا حدود زیادی آزادی عمل یافت و به مبارزه علنی پرداخت و تا آخر قرن پنجم جریان کار به همین ترتیب بود و در اوایل قرن ششم که حمله مغول آغاز شد، در اثر گرفتاریهای عمومی و هم در اثر ادامه یافتن جنگهای صلیبی حکومتهای اسلامی چندان فشار به عالم تشیّع وارد نمی‌ساختند. و مخصوصاً شیعه شدن جمعی از سلاطین مغول در ایران و حکومت سلاطین مرعشی در مازندران، در قدرت و وسعت جمعیت شیعه کمک بسزایی نمود. این وضع تا اواخر قرن نهم هجری ادامه داشت و از قرن دهم هجری در اثر ظهور سلطنت صفویه در ایران، مذهب شیعه به اجبار رسمیت یافت و درحال حاضر نیز اساس نظام جمهوری اسلامی در ایران است.

## در زمان خلفای راشدین
علی بن ابیطالب با تشکیل سقیفه، ۲۵ سال از خلافت بازماند اما به خاطر مصلحت اسلام راضی به برخورد خشونت‌آمیز نبودند و از شیعیانش خواست با بحث و مناظره به مقابله با مخالفان برخیزند. وی در خطبه شقشقیه می‌گوید: «من ردای خلافت را رها ساختم و دامن خود را از آن در پیچیدم (کنار رفتم) در حالی که در این اندیشه فرورفته بودم که آیا با دست تنها (بدون یاور) بپاخیزم یا در محیط پر خفقان و ظلمتی که پدیدآورده اند، صبر کنم. محیطی که پیران را فرسوده، جوانان را پیر و مردان با ایمان را تا واپسین دم زندگی به رنج وادارد. (عاقبت) دیدم بردباری و صبر به عقل و خرد نزدیک تر است، لذا شکیبایی ورزیدم». در این دوره تشیع به همت صحابی چون سلمان فارسی، ابوذر غفاری، مقداد، حذیفه بن یمان بر اساس قرآن و سنّت رشد کرد تا در اواخر حکومت عثمان، از لحاظ سیاسی زمینه برای خلافت علی بن ابیطالب مهیّا شد.
پس از کشته شدن خلیفه سوم، مردم به علی بن ابیطالب روی آورده و با وی بیعت کردند و وی را برای خلافت برگزیدند. خلافت علی بن ابیطالب در اواخر سال ۳۵ هجری قمری شروع شد و تقریباً چهار سال و پنج ماه ادامه یافت. وی در خلافت، رویه پیامبر اسلام را در پیش گرفت و غالب تغییراتی را که در زمان خلافت پیشینیان پیدا شده بود به حالت اولی برگردانید و عمال نالایق را که زمام امور را در دست داشتند از کار برکنار کرد. در اثر تحریکات معاویه در بلاد اسلامی گروه‌هایی از جمله خوارج به آشوبگری پرداخته و هرجا از طرفداران علی بن ابیطالب می‌یافتند می‌کشتند، حتی شکم زنان آبستن را پاره کرده جنینها را بیرون آورده سر می‌بریدند. علی بن ابیطالب این غائله را خوابانید ولی پس از چندی در مسجد کوفه در سر نماز به دست برخی از این خوارج کشته شد.

## بنی امیه
پس از کشته شدن علی بن ابیطالب با وصیت وی و بیعت مردم، حسن بن علی خلافت را به عهده گرفت. معاویه به سوی عراق لشکر کشیده با حسن بن علی به جنگ پرداخت. و با دسیسه‌های مختلف و دادن پولهای گزاف، تدریجاً یاران و سرداران حسن بن علی را فاسد کرده و وی را مجبور نمود که به عنوان صلح، خلافت را به وی واگذار کند. حسن بن علی خلافت را به این شرط که پس از درگذشت معاویه، به وی برگردد و به شیعیان تعرض نشود، به معاویه واگذار نمود. اما در نهایت معاویه حسن بن علی را با سم کشت و راه را برای فرزند خود یزید هموار ساخت. معاویه اعلام نمود که هرکس در مناقب اهل بیت حدیثی نقل کند هیچگونه مصونیتی در جان و مال خود نخواهد داشت و دستور داد هر که در مدح و منقبت سایر صحابه و خلفا حدیثی بیاورد، جایزه کافی بگیرد و در نتیجه اخبار بسیاری در مناقب صحابه جعل شد و دستور داد در همه بلاد اسلامی در منابر به علی بن ابیطالب ناسزا گفته شود و این دستور تا زمان عمر بن عبدالعزیز خلیفه اموی (۹۹۱۰۱) اجرا می‌شد. وی به وسیله عمال و کارگردانان خود، خواص شیعه علی ابن ابیطالب را کشت و سر برخی از آنان را به نیزه زده در شهرها گردانیدند و عموم شیعیان را در هر جا بودند به ناسزا و بیزاری از علی تکلیف می‌کرد و هر که خودداری می‌کرد به قتل می‌رسید. سخت‌ترین زمان برای شیعه در تاریخ تشیّع، همان زمان حکومت بیست ساله معاویه بود که شیعه هیچگونه مصونیتی نداشت.
یزید پس از معاویه قدرت را بدست گرفت در سال اول، حسین بن علی رهبری شیعیان را با فرزندان و خویشان و یارانش با فجیعترین وضعی کشت و زنان و کودکان را به همراه سرهای بریده در شهرها گردانید و در سال دوم، مدینه را قتل‌عام کرد و خون و مال و عرض مردم را سه روز به لشکریان خود مباح ساخت و سال سوم، کعبه مقدسه را خراب کرده و آتش زد!!

## امویان
پس از یزید، آل مروان از بنی امیه زمام حکومت اسلامی را گرفتند. حکومت این دسته که یازده نفر بودند نزدیک به هفتاد سال ادامه داشت.
عصر امویان دشوارترین و بحرانی‌ترین عصر تاریخ تشیع می‌باشد که از سال ۴۰ هـ شروع و تا سال ۱۳۲ هجری ادامه یافت. گفته شده همه خلفای اموی به استثنای عمر بن عبدالعزیز، دشمن شیعه بودند. البته پس از هشام، امویان سرگرم مقاومت در برابر شورش‌های داخلی و نهضت عباسیان بودند و از سخت‌گیری‌های گذشته خبری نبود. خلفای اموی در شام کانون بنی امیه می‌زیستند و بیش تر از طریق حاکمان مناطقِ شیعه نشین، بر شیعیان فشار می‌آوردند. در منابع شیعه آمده که امویان همچنین جسد زید را که امام شیعه زیدیه بود از قبر بیرون آورده به دار آویختند و سه سال بر سر دار بود، پس از آن پایین آورده و آتش زدند و خاکسترش را به باد دادند. شیعه علی‌رغم اینکه به حسب دستور پیشوایان خود، در تقیه و بدون تظاهر به مذهب زندگی می‌کردند اما بارها در اثر کثرت فشار سادات علوی بر ضد حکومت قیام کردند که عبارتند از: قیام حرّه، قیام ابن زبیر، قیام ابن اشعث، قیام توّابین، قیام مختار، قیام زید، قیام یحیی بن زید و قیام عبدالله بن معاویه ـ از تبار جعفر طیّار. برخی از این قیام‌ها از جمله قیام توابین، مختار، زید، یحیی و عبدالله قیام شیعی بودند و به خونخواهی حسین بن علی به وجود آمده بودند. این قیام‌ها در توسعه تشیّع اثری از خود بر جای گذاشتند.

## شیعه در قرن دوم هجری

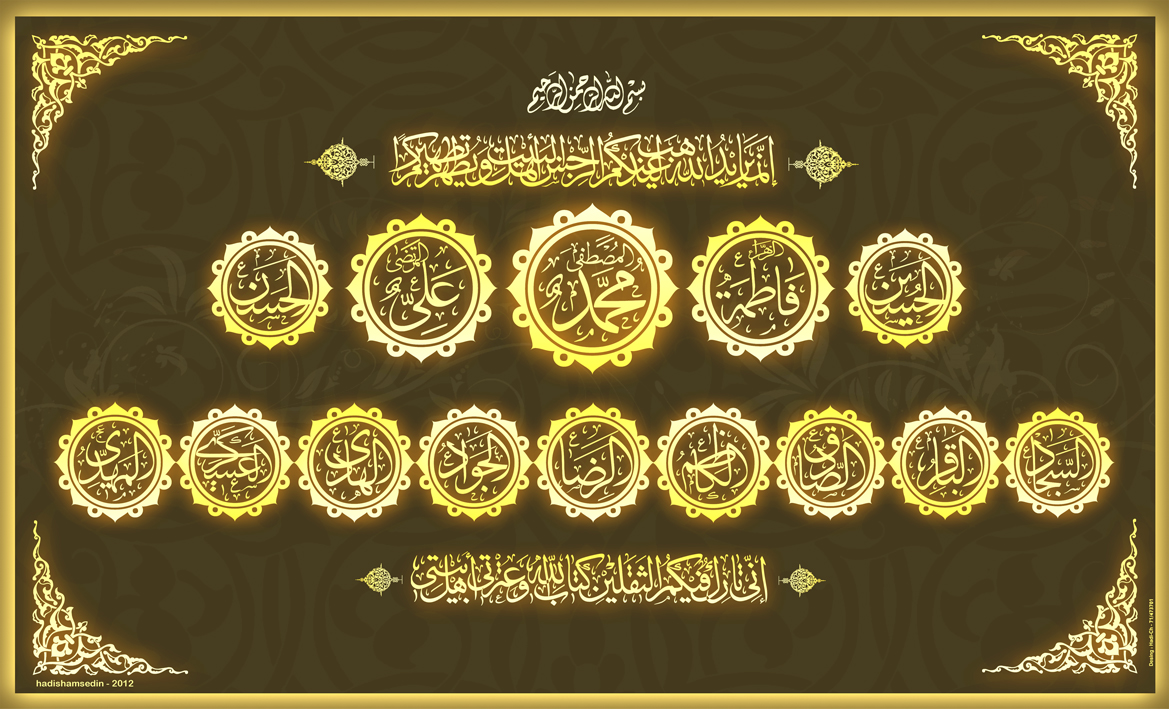

در اواخر قرن دوم هجری، به دنبال انقلاب‌ها و جنگهای خونینی که در اثر بد رفتاریهای بنی امیه و امویان در همه جای کشورهای اسلامی ادامه داشت، دعوتی نیز به نام اهل بیت پیامبر اسلام در ناحیه خراسان ایران پیدا شده، متصدی دعوت ابومسلم مروزی سردار ایرانی بود که علیه خلافت اموی قیام کرد و شروع به پیشرفت نمود تا دولت اموی را برانداخت. این نهضت و انقلاب اگر چه از تبلیغات عمیق شیعه سرچشمه می‌گرفت و کم و بیش عنوان خونخواهی شهدای اهل بیت را داشت و حتی از مردم برای یک مرد پسندیده از اهل بیت سربسته بیعت می‌گرفتند با اینهمه به دستور یا اشاره پیشوایان شیعه نبود، زیرا وقتی ابومسلم بیعت خلافت را به امام ششم شیعه امامیه در مدینه عرضه داشت، وی را رد کرد و فرمود: تو از مردان من نیستی و زمان نیز زمان من نیست. بالاخره بنی عباس به نام اهل بیت خلافت را ربودند و در آغاز کار روزی چند به مردم و علوییون روی خوش نشان دادند حتی به نام انتقام شهدای علوییون، بنی امیه را قتل‌عام کردند و قبور خلفای بنی امیه را شکافته هر چه یافتند آتش زدند ولی دیری نگذشت که شیوه ظالمانه بنی امیه را پیش گرفتند و در بیدادگری و بی بند و باری هیچگونه فروگذاری نکردند. ابوحنیفه رئیس یکی از چهار مذهب اهل تسنن به زندان منصور رفت و شکنجه دید و ابن حنبل رئیس یکی از چهار مذهب، تازیانه خورد و امام ششم شیعه امامیه پس از آزار و شکنجه بسیار، با سمّ مسموم کرد و علوییون را دسته دسته گردن می‌زدند یا زنده زنده دفن می‌کردند یا لای دیوار یا زیر ابنیه دولتی می‌گذاشتند.
در عصر عباسیان، تشیع از گسترش روزافزون تری نسبت به عصر امویان، برخوردار بود زیرا شیعیان در اقصی نقاط سرزمین پهناور اسلامی پراکنده شدند، چنان‌که هنگام سعایت از موسی کاظم نزد هارون گفته می‌شود که از مشرق و مغرب عالم به نزدش خمس می‌آورند. زمانی که علی بن موسی الرضا در راه مرو وارد شهر نیشابور شدند، علاوه بر تعداد بی شمار استقبال کنندگان، تنها بیست هزار کاتب قلم و دوات به دست، حدیث سلسله الذهب را می‌نوشتند. عباسیان هنگام تشییع جنازه موسی کاظم به قدرت اهل بیت پی بردند لذا سلیمان بن منصور، عموی هارون برای فرونشاندن خشم شیعیان که اجتماع باشکوهی را تشکیل داده بودند پابرهنه در مراسم تشییع جنازه موسی کاظم شرکت کرد. پس از این، خلفای عباسی سعی داشتند که رفتار محترمانه ای با امامان شیعه داشته باشند تا موجب خشم شیعیان نشوند. بدین جهت علی بن موسی الرضا در عصر هارون از آزادی نسبی برخوردار بود و می‌توانست به فعالیّت‌های علمی و فرهنگی شیعیان رسیدگی کند، حتی امامت خود را آشکار سازد و تقیه را کنار بگذارد و با اصحاب سایر فرق و مذاهب به بحث و گفت وگو بپردازد. چنان‌که اشعری قمی نقل می‌کند: «در زمان موسی کاظم و علی بن موسی الرضا عده ای از مرجئه اهل سنّت و زیدیان به تشیّع گرویدند و معتقد به امامت این دو امام گشتند.» بدین جهت علی بن موسی الرضا را طبق دستور مأمون از راه بصره، اهواز و فارس به سوی مرو بردند. نه از طریق کوفه، جبل و قم که محل تجمع شیعیان بود.
در عصر عباسیان بیش‌ترین کنترل بر رهبران شیعی اعمال می‌شد تا عموم مردم شیعی. جعفر الصادق، موسی کاظم وعلی بن موسی الرضا در قرن دوم، در عصر عباسیان، می‌زیستند و خلفای معاصر این بزرگواران عبارت بودند از: سفاح، منصور، مهدی، هادی، هارون، امین و مأمون. از این میان منصور و هارون سخت گیرترین این خلفا نسبت به شیعیان و علویان بودند. بر اثر سخت‌گیری این خلفا، سلسله قیام‌های زیدی از زمان منصور عباسی شروع و تا پایان قرن دوم ادامه داشت. این قیام‌ها عبارت بودند از: قیام محمد نفس زکیه در مدینه، قیام برادرش ابراهیم در بصره، قیام حسین بن علی حسنی در نزدیکی مکه، قیام یحیی بن عبدالله حسنی در مازندران و قیام ادریس بن عبدالله حسنی در مغرب. سرانجام در عصر مأمون، قیام ابوالسرایا به نام محمد بن ابراهیم طباطبا رخ داد که حجاز، یمن، جنوب ایران و عراق به جز بغداد را فراگرفت. البته، به جز قیام ادریس در مغرب همه قیام‌ها با شکست مواجه شدند.

## شیعه در قرن سوم هجری
با شروع قرن سوم، شیعه نفس تازه ای کشید و سبب آن این بود که اولًا کتب فلسفی و علمی بسیاری از زبان های پهلوی، یونانی و سریانی و غیر آنها به زبان عربی ترجمه شد و مردم به تعلیم علوم عقلی و استدلالی هجوم آوردند. علاوه بر آن مأمون خلیفه عباسی (۱۹۵–۲۱۸) معتزلی مذهب به استدلال عقلی در مذهب علاقه‌مند بود و در نتیجه به تکلم استدلالی در ادیان و مذاهب رواج تام و آزادی کامل داده بود و علما و متکلمین شیعه ازاین آزادی استفاده کرده در فعالیت علمی و در تبلیغ مذهب اهل بیت فروگذاری نمی‌کردند و ثانیا: مأمون عباسی به اقتضای سیاست خود به امام هشتم شیعه امامیه ولایت عهد داده بود و در اثر آن علویون و دوستان اهل بیت تا اندازه ای از تعرض اولیای دولت مصون بوده و کم و بیش از آزادی بهره‌مند بودند ولی باز دیری نگذشت که شیوه گذشتگان را در پیش گرفتند. در زمان متوکل عباسی (۲۳۲–۲۴۷ هجری) با اهل بیت و شیعیان وی دشمنی خاصی داشت و به امر وی قبر امام سوم شیعه را در کربلا با خاک یکسان کردند
در زمان هادی عسکری سازمان وکالت که با روی کار آمدن عباسی توسط جعفر صادق تأسیس گردید در زمان هادی عسکری گسترش یافت تا بستر فرهنگ انتظار ایجاد شود، مشکلات و چالش‌های فرهنگی و اعتقادی شیعیان برطرف و به اوضاع آنان رسیدگی و ارتباط با آنان و ایجاد پویایی در بین شیعیان در عصر اختناق ایجاد شود.

### شیعه در عصر غیبت صغری
در بغداد، مرکز خلافت عباسی، در عصر غیبت صغری مانند دوره گذشته، شیعه از پایگاه سیاسی محروم بود. حکومت در دست عباسیان قرار داشت و آنان نسبت به شیعیان حساسیت خاصی داشتند. این حساسیت و ضدیت با شیعیان در برخی از موارد به اوج خود می‌رسید و گاهی نیز فروکش می‌کرد. در زمان خلافت «معتضد» عباسی(۲۷۹–۲۸۹ هـ) دشمنی نسبت به شیعیان بیش از زمان دیگر خلفای این دوره بود. او در دوره ۱۰ ساله خلافت خود به ایجاد جو اختناق بر ضد شیعیان به نحو گسترده‌ای اقدام نمود و به تعبیر «شیخ طوسی» در زمان او از شمشیرها خون می‌چکید. اما این وضع در زمان خلافت «مقتدر» عباسی(۲۹۵–۳۲۰ هـ) تا حدودی دگرگون شد و در برخی موارد چرخش سیاست به نفع شیعه شد و شیعیان توانستند در مرکز خلافت، در تشکیلات سیاسی نفوذ و نقشی داشته باشند. این دگرگونی با نفوذ خاندان «بنو فرات» شیعی در دستگاه خلافت آغاز شد. در خلال سال‌های وزارت «علی بن فرات»، برای شیعیان آزادی نسبی به وجود آمد و آنان از این فرصت پیش آمده در جهت احیای مرام شیعی بهره بردند. این دوره که با سفارت «حسین بن روح نوبختی» همزمان بود، فرصت خوبی شد تا او بتواند بهتر سازمان مخفی سفارت و وکالت را رهبری کند. «حسین بن روح» در زمان «ابن فرات» در میان رجال سیاسی از موقعیت خوبی بهره‌مند شد و از این فرصت برای بهبود وضع شیعیان استفاده کرد. امام دوازدهم شیعیان در دوره غیبت صغری، چهار سفیر و نایب خاص داشتند، این چهار تن به «نواب اربعه» معروفند که به ترتیب عبارتند از: «ابو عمرو، عثمان بن سعید عَمْری»، «ابو جعفر، محمد بن عثمان بن سعید عَمْری»، «ابوالقاسم، حسین بن روح نوبختی» و «ابوالحسن علی بن محمد سمری» که در این مدت ۷۰ ساله «غیبت صغری» عهده‌دار امر نیابت و سفارت بودند. کیفیت ارتباط سفیران با شیعیان به دو صورت بود، با واسطه وکیل و بدون واسطه وکیل، اما اصل در «سازمان وکالت» ارتباط با واسطه بود.

## شیعه در قرن چهارم هجری
در قرن چهارم هجری با سست شدن ارکان خلافت بنی عباس و ظهور پادشان آل بویه، شیعه وسعت یافته و نیرومند شد. پادشاهان آل بویه که شیعه بودند، نفوذ زیادی را در مرکز خلافت بغداد و در خود خلیفه داشتند و این قدرت به شیعه اجازه می‌داد آزادانه به تبلیغ مذهب بپردازند. چنان‌که مورخین گفته‌اند در این قرن، همه جزیره العرب یا قسمت معظم آن به استثنای شهرهای بزرگ، شیعه بودند و با این وصف برخی از شهرها نیز مانند هجر و عمان و صعده در عین حال شیعه بودند. و همچنین در طرابلس و نابلس و طبریه و حلب و هرات، شیعه بسیار بود و اهواز و سواحل خلیج فارس از ایران نیز مذهب شیعه رواج داشت. در آغاز این قرن بود که ناصر اطروش پس از سالها تبلیغ که در شمال ایران به عمل آورد به ناحیه طبرستان استیلا یافت و سلطنت تأسیس کرد که تا چند پشت ادامه داشت و پیش از اطروش نیز حسن بن زید علوی سالها در طبرستان سلطنت کرده بود. در این قرن، فاطمیون که اسماعیلی بودند به مصر دست یافتند و سلطنت دامنه‌داری (۲۹۶–۵۲۷) تشکیل دادند.
از ابتدای قرن چهارم، با تلاش‌های صدوق اوّل، علی بن حسین قمی (وفات:۳۲۹هـ. ق) و با کوشش‌های حمزه بن عبدالعزیز دیلمی، معروف به سلاّر (وفات: ۴۴۸ یا ۴۶۴هـ. ق) با گردآمدن دو مجموعه حدیثی، فقهی کافی از کلینی (وفات: ۳۲۹هـ. ق) و من لایحضره الفقیه از صدوق (وفات:۳۸۱هـ. ق), مهم‌ترین ابزار استنباط برای فقیهان شیعه فراهم شد و حدیث و سنت به یادگار مانده از پیامبر اسلام و اهل بیتش، از مهم‌ترین منابع فقهی شیعه برای اجتهاد گردید.

## شیعه در قرن پنجم تا نهم هجری
از قرن پنجم تا اواخر قرن نهم، شیعه به گسترش خود ادامه می‌داد و پادشاهانی نیز که مذهب شیعه داشتند اقدام به ترویج تشیع می‌نمودند. در اواخر قرن پنجم هجری، دعوت اسماعیلیه در قلاع الَموت ریشه انداخت و اسماعیلیه نزدیک به یک قرن و نیم در وسط ایران در استقلال کامل می‌زیستند و سادات مرعشی در مازندران، سالهای متمادی سلطنت کردند. شاه خدابنده از پادشاهان مغول، مذهب شیعه را اختیار کرد و اعقاب او از پادشاهان مغول، سالیان دراز در ایران سلطنت کردند و از تشیّع ترویج می‌کردند و همچنین سلاطین اق قویونلو و قره قویونلو که در تبریز حکومت می‌کردند و دامنه حکمرانی شان تا فارس و کرمان کشیده می‌شد و همچنین حکومت فاطمیون نیز سالیان دراز در مصر برپا بود. البته قدرت مذهبی جماعت با پادشاهان وقت تفاوت می‌کرد چنان‌که پس از برچیده شدن بساط فاطمیون و روی کار آمدن سلاطین آل ایوب، صفحه برگشت و شیعه مصر و شامات، آزادی مذهبی را به کلی از دست دادند و جمع کثیری از تشیّع از دم شمشیر گذشتند و از آن جمله شهید اول محمد بن محمد مکی، یکی از نوابغ فقه شیعه، سال ۷۸۶ هجری در دمشق به جرم تشیع کشته شد و همچنین شهاب الدین سهروردی در حلب به جرم فلسفه به قتل رسید!! روی هم رفته در این پنج قرن، شیعه از جهت جمعیت در افزایش و از جهت قدرت و آزادی مذهبی، تابع موافقت و مخالفت سلاطین وقت بوده‌اند و هرگز در این مدت، مذهب تشیع در یکی از کشورهای اسلامی؛ مذهب رسمی اعلام نشده بود.
از پایان نیمه نخست قرن پنجم هجری فقیهان شیعه در حوزه‌های نجف و حلب و حلّه به سر می‌بردند. فقه استدلالی شیعه که در قرن چهارم پایه‌گذاری شده بود، در قرن پنجم رشد روزافزونی کرد. عقل و نقل گرایی با تلاش‌های شیخ طوسی در برابر تردیدها و شبهه‌های عقل گرایان و نقل گرایان و فقیهان عامه، شکوفا شد. شیخ طوسی به قانون مند کردن فرایند استنباط، گردآوری قواعد علم اصول، بررسی و تعمیق آن پرداخت و کتاب عده الاصول را نوشت. وی بر قرار دادن معیارهایی برای سنجشِ قانون مندِ راویان حدیث در علم رجال، مهم‌ترین ابزار شناخت احادیث صحیح و معتبر، همت گمارد. فقیهان پس از ایشان نیز استقراء و مطالعه حالات تمام راویان حدیث و جدا کردن افراد ثقه از غیر ثقه را ضروری دیدند. حکومت اسلامی و شیعی، در دهه‌های پایانی این دوران، پایه‌گذاری شد. از آن جا که این حکومت، بر پایه فقه اهل بیت و دنباله روی روش آنان در زندگی بود، نیاز به تدوین فقه حکومت داشت. افزون بر تلاش‌های شهید اوّل در تدوین فقه حکومتی برای سربداران، پس از آن که محقق کرکی، نظارت بر حکومت صفوی را پذیرفت، توجه فقها به مسائل دولت و احکام حکومتی برانگیخته شد. پی آمد این بررسی‌ها، نظریه پردازان در فقه، مسئله ولایت فقیه و گستره اختیارات او را بررسی نموده و رساله‌هایی فقهی زمینه مسائل فقه حکومتی، مانند: خراج و نمازجمعه و… نوشتند. در این دوران، حوزه حله، حوزه جبل العامل و حوزه اصفهان با ویژگی‌های جدا از هم، به شهرت رسیدند و جلودار حوزه‌های تشیع، در علم فقه شدند.

## شیعه در قرن دهم تا یازدهم هجری
سال ۹۰۶ هجری، جوان سیزده ساله ای از خانواده شیخ صفی اردبیلی (متوفای ۷۳۵ هجری) که از مشایخ طریقت در شیعه بود با سیصد نفر درویش از مریدان پدرانش به منظور ایجاد یک کشور مستقل و مقتدر شیعه از اردبیل قیام کرده شروع به کشورگشایی و برانداختن آیین ملوک الطوایفی ایران نمود و پس از جنگهای خونین که با پادشاهان محلی و مخصوصاً با پادشاهان آل عثمان که زمام امپراتوری عثمانی را در دست داشتند، موفق شد که ایران قطعه قطعه را به شکل یک کشور درآورده و مذهب شیعه را در قلمرو حکومت خود رسمیت دهد. پس از درگذشت شاه اسماعیل صفوی، پادشاهان دیگری از سلسله صفوی تا اواسط قرن دوازهم هجری سلطنت کردند و یکی پس از دیگری رسمیت مذهب شیعه امامیه را تأیید و تثبیت نمودند، حتی در زمانی که در اوج قدرت بودند (زمان شاه عباس کبیر) توانستند وسعت ارضی کشور و آمار جمعیت را به بیش از دو برابر ایران کنونی (سال ۱۳۸۴ هجری قمری) برسانند گروه شیعه در این دو قرن و نیم تقریباً در سایر نقاط کشورهای اسلامی به همان حال سابق با افزایش طبیعی خود باقی بوده‌است.
در دهه‌های آخر قرن دهم هجری فقهای شیعه مثل محقق اردبیلی (وفات: ۹۹۳هـ. ق) و شاگردانش صاحب معالم و صاحب مدارک برخورد سخت گیرانه ای در پذیرش خبر واحد داشتند که به مکتب اخباری گری معروف شدند.

## شیعه در قرن دوازده تا چهاردهم هجری
در سه قرن اخیر، پیشرفت مذهبی شیعه به همان شکل طبیعی سابقش بوده‌است و فعلًا که اواخر قرن چهاردهم هجری است تشیع در ایران مذهب رسمی عمومی شناخته می‌شود و همچنین در یمن و در عراق اکثریت جمعیت را شیعه تشکیل می‌دهد و در همه ممالک مسلمان نشین جهان، کم و بیش شیعه وجود دارد.
از نیمه دوم قرن دوازدهم هجری دورانهای تحوّل اجتهاد در فقه شیعه آغاز شد تلاش‌های وحید بهبهانی در پایانه قرن دوازدهم، مکتب فقهی جدیدی را در تشیع به وجود آورد که هم به عقل و هم نقل، توجه می‌کرد و با ظهور مکتب شیخ انصاری (وفات: ۱۲۸۱هـ. ق) در نیمه دوم قرن سیزدهم عظمت علمی شیخ انصاری آشکار شد. صاحب جواهر و شاگردان نزدیکش، او را به عنوان مرجع بی بدیل پس از صاحب جواهر برگزیدند. فقیهان شیعه تا امروز، در سایه مکتب فقهی شیخ انصاری تنفس کرده و زندگی می‌کنند و نتوانسته‌اند اصول جدیدی را به جای اصول فقه و روش علمی شیخ انصاری برگزینند.